# Skude
En skude har netop ét dæk (modsat en båd som er åben; uden dæk) - og et skib, som har flere dæk under hinanden.
Tidligere var "skuderne" de almindeligste fartøjer, og da en eller to familier kunne leve af en skude, så reparerede man til stadighed på den gamle skude, som derved kunne sejle i mange år. Normalt regner man med 20-25 års levetid på et skib, men flere af de gamle danske sluper, jagter og galaser(?) sejlede i omkring 200 år. Her må man dog så formode, at alt træ var skiftet flere gange.
Det er kun efter man er begyndt at bruge træskibene som lystfartøjer de kan holde så længe, den ældste vi har nu er fra 1850erne og hedder "Jensine"